# Cartierul Moldoveanca
Moldoveanca a fost o veche localitate moldovenească pe malul Mării Negre, în locul căreia a fost construit ulterior orașul Odesa. Actualmente este un cartier din orașul Odesa.

## Personalități notabile
- Nicolae Florea
- Mihail Podureț